# گریم مردگان

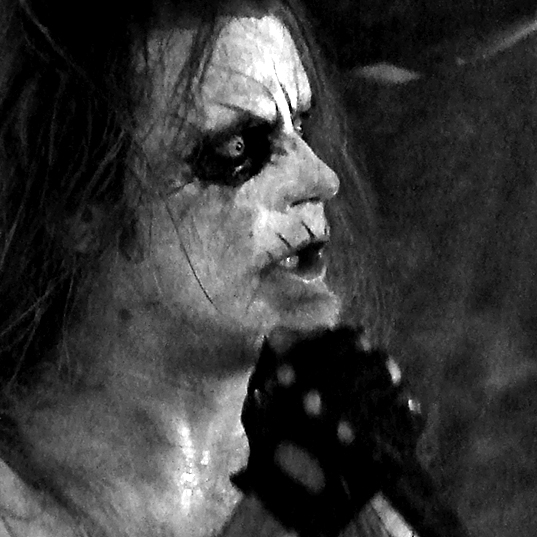
هوسْت از تاکه با کُرپس-پینتینگ در حال اجرای زنده.

گریم مردگان (به انگلیسی: Corpse-Painting)، نوعی گریم ساده متشکل از دو رنگ سیاه و سفید است، که با شبه-جسد، خبیث و مخوف جلوه دادن خود، بی باکی از مرگ و هراساندن مخاطبان را به دنبال دارد. این گونه آرایش که نخستین بار توسط آرتور برون، اسکریمین جی هاکینز و آلیس کوپر در دههٔ ۶۰ میلادی استفاده شد، هم‌اکنون از بارزترین شاخصه‌های تیپ و پرستیژ در بندهای بلک متال می‌باشد. همراه با پوشش‌های سگکی و میخ دار که محبوبیت زیادی در دنیای زیرین دارند٫در سبک بلک متال آن را kvlt نیز می نامند.

## نگارخانه

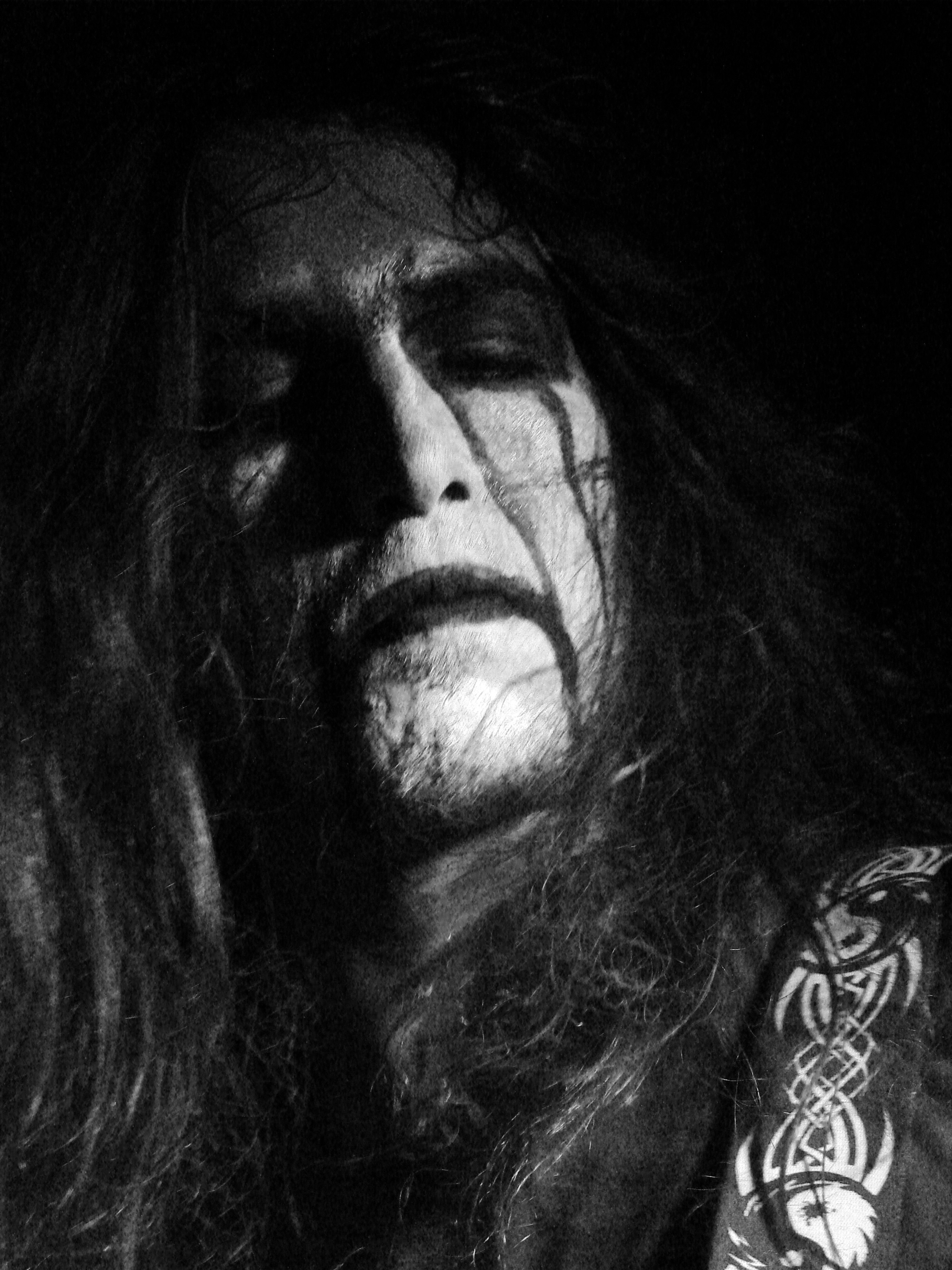
تالرُث از هیندیویر.
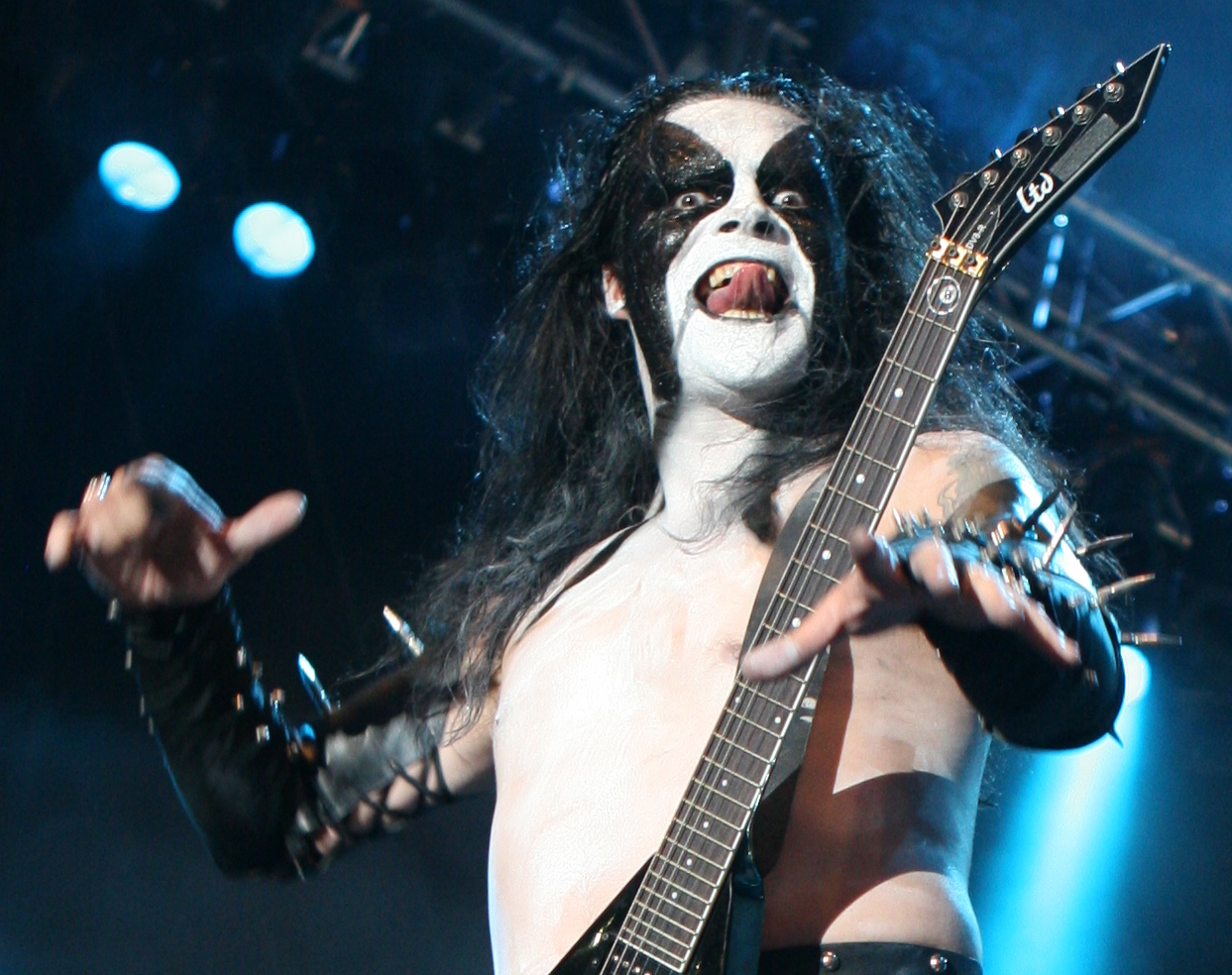
اباث از ایمورتال.
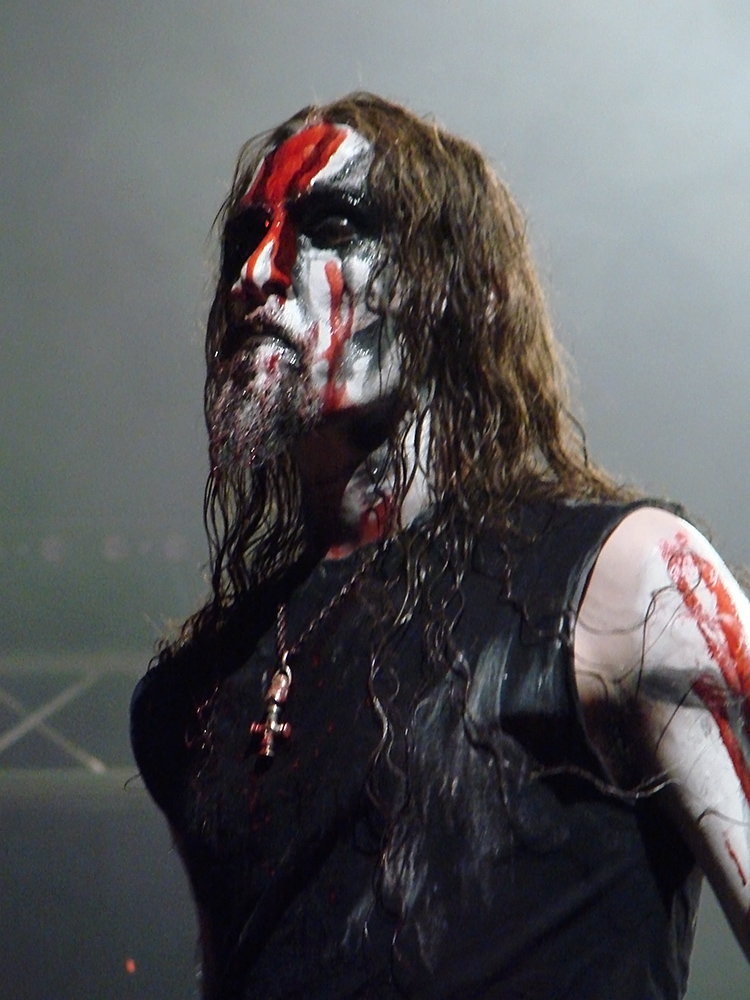
گاهل از گادسید و گورگوروث.
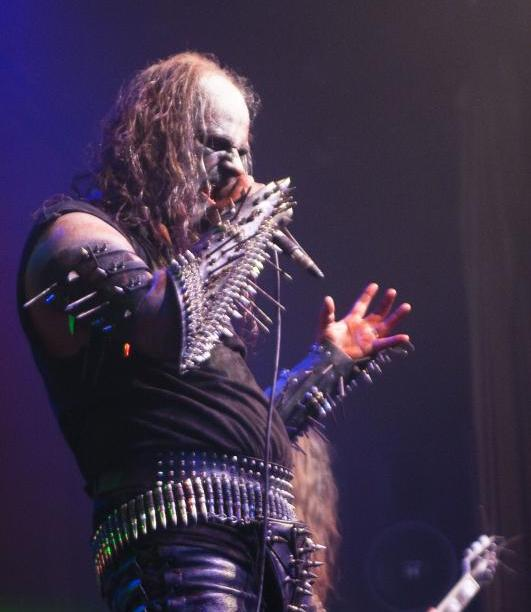
پِست از گورگوروث.
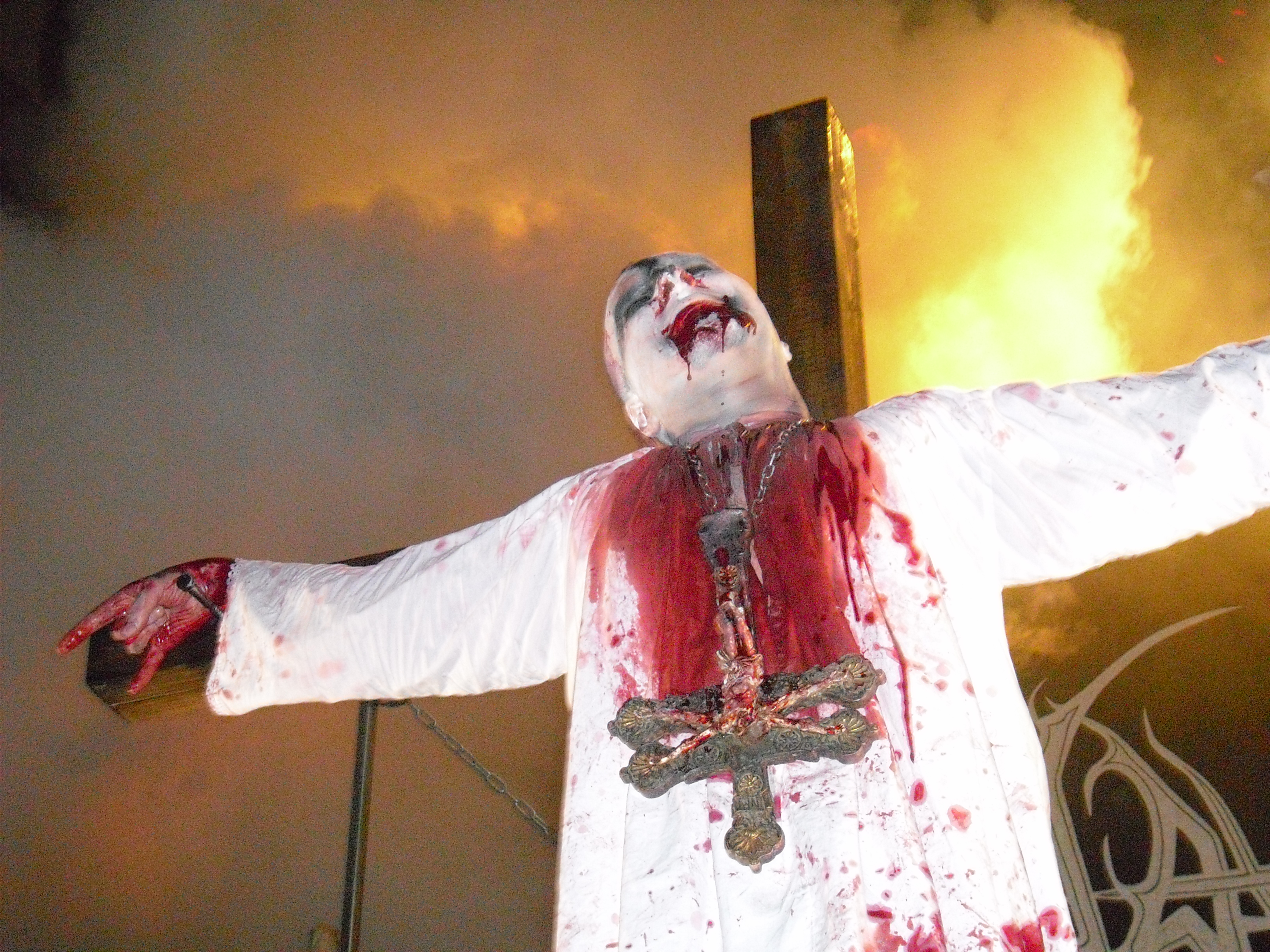
آتیلا از میهم.
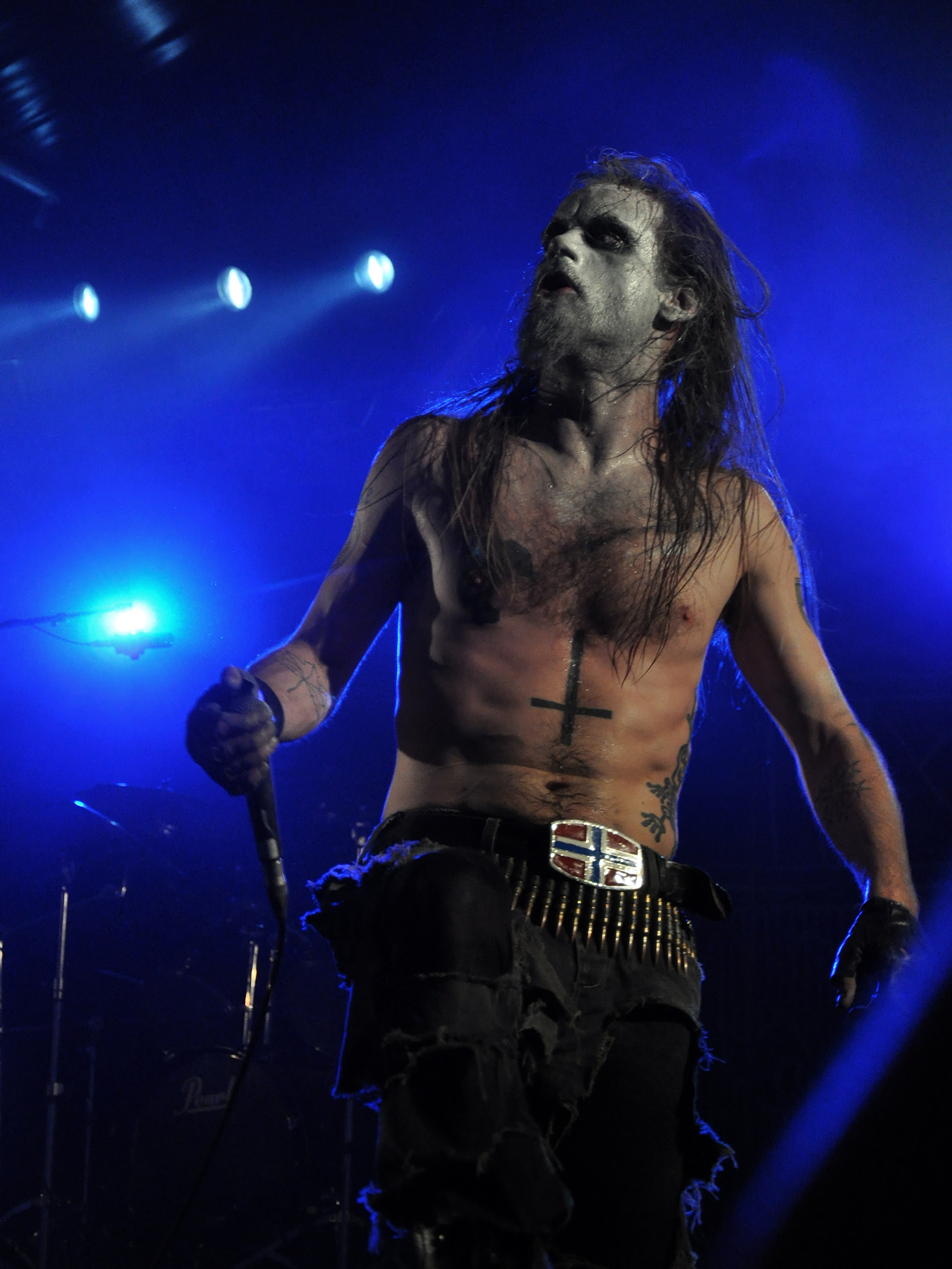
هوسْت از تاکه.
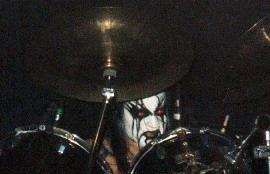
فراست از ۱۳۴۹ (گروه موسیقی) و ستریکن.
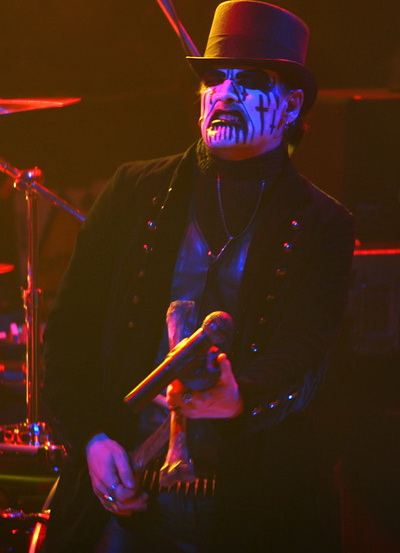
کینگ دایموند، ۲۰۰۶ در موسکو.